# Сиява
Сия́ва (чув. Сиява) — село Порецкого района Чувашской Республики России. Является административным центром Сиявского сельского поселения.

## Географическое положение
Расположено в 23 км к юго-востоку от районного центра села Порецкого. Ближайшая железнодорожная станция в 48 км. Село находится на обоих берегах реки Сиявки.

## Этимология
Название взяло начало от личного имени Сиява (от перс. Сиявуш; в иранской мифологии сын легендарного царя Ирана).

## История
Село образовано во второй половине XVIII века при винокуренном заводе графов Салтыковых. Было населено русскими крестьянами, принадлежавшими до 1861 года помещикам Салтыковым и Мятлевым. Занятиями населения были земледелие, животноводство, кирпичный, жестяной, слесарно-токарный, кузнечный, столярно-токарный, овчинно-скорняжный, сапожно-башмачный промысел, изготовление и ремонт музыкальных инструментов, часовое дело. 
В 1825 году построен храм Спаса Нерукотворного Образа. Храм каменный, двухэтажный, теплый, построен в 1825 г. помещицей Параскевой Ивановной Мятлевой, обнесен каменной оградой. Престолов в нем два: в нижнем зтаже — в честь нерукотворенного образа Спасителя и в верхнем — во имя Святителя и Чудотворца Николая.  
В 1859 году село Красногорская слобода (Сиява), входило в 1-й стан Алатырского уезда Симбирской губернии. Имелось: церковь православная, завод винокуренный. 
В 1885 году открыта одноклассная церковно-приходская школа, а в 1893 году — школа грамоты.
В 1928 году была открыта больница, ставшая одной из лучших сельских больниц Чувашии. 
В 1933 году образован колхоз «Красногор». 
В 1937 году организована средняя школа. 
Многие жители села ушли на фронт Великой Отечественной войны, погибли более 200 человек. В 1965 году был воздвигнут один из первых в районе памятник погибшим на войне. Уроженец села генерал-майор Иван Александрович Ситяев награждён орденом Красной Звезды и орденом Трудового Красного Знамени.

### Административная принадлежность
До 1924 года было волостным центром. До 1927 года село относилось к Сиявской и Порецкой волостям Алатырского уезда Симбирской губернии. С 1927 по 1962 годы входило в Порецкий район Чувашской АССР. Затем передано в Шумерлинский район, в 1965 году вновь вошло в Порецкий район.

## Население
| 2010 | 2012 |
| ---- | ---- |
| 328  | ↘327 |

Число дворов и жителей:
- 1795 год — 25 дворов, 72 мужчины, 62 женщины.
- 1850 год — 259 дворов, 526 мужчин, 578 женщин.
- 1859 год — 231 дворов, 563 мужчины, 616 женщин[4].
- 1897 год — 276 дворов, 823 мужчины, 847 женщин.
- 1900 год — в 203 дворах: 812 м. и 882 ж.[3];
- 1926 год — 481 двор, 1045 мужчин, 1155 женщин.
- 1939 год — 928 мужчин, 1106 женщин.
- 1979 год — 314 мужчин, 447 женщин.
- 2002 год — 220 дворов, 511 человек: 234 мужчины, 277 женщин.
- 2010 год — 146 частных домохозяйств, 328 человек: 147 мужчин, 181 женщина.

Национальный состав: русские и чуваши.

## Современное состояние
В селе действуют школа, офис врача общей практики, библиотека, клуб, отделение «Почты России». В 2011 году заново освящён храм Спаса Нерукотворного Образа, объект культурного наследия. Построен в 1825 году.